# わが主のみわざは
わが主のみわざは(ドイツ語：Was Gott tut, das ist wohlgetan「神がなさったことは、すべて良い」）は、ドイツ語の讃美歌。ヨハン・ゼバスティアン・バッハがこのコラールを主題として、カンタータ98番、99番、100番を作曲している。
ザムエル・ローディガストが、1675年に、イェーナにいた時、教会の聖歌隊長をしていた友人ガストーリウスの病気を慰めるために作った讃美歌である。ガストーリウスは病床で作曲して1676年にHannoversches Gesangbuch発表された。更に、1681年にAuserlesens Weimarischesに収録されてから、ドイツ人に広く愛唱された。英米の讃美歌集にも収録された。日本語版では由木康が翻訳した。 

## ドイツ語の原詩
Was Gott tut, das ist wohlgetan,
Es bleibt gerecht sein Wille;
Wie er fängt meine Sachen an,
Will ich ihm halten stille.
Er ist mein Gott,
Der in der Not
Mich wohl weiß zu erhalten;
Drum laß ich ihn nur walten.